# R/antiwork
r/antiwork es un subreddit asociado con el movimiento antitrabajo. Las publicaciones en el foro, que usa el lema «Unemployment for all, not just the rich!» («¡Desempleo para todos, no solo para los ricos!»), comúnmente describen las experiencias negativas de los empleados en el trabajo; los miembros del subreddit también han organizado acciones que incluyen un boicot de consumidores al Black Friday, así como la presentación coordinada de solicitudes de empleo falsas después de que Kellogg's anunciara planes para reemplazar a 1400 trabajadores en huelga.
La popularidad de r/antiwork aumentó en 2021, con más de 1 400 000 miembros a diciembre de 2021, lo que representa un aumento de más de 900 000 miembros ese año.

## Formación
r/antiwork fue creado en 2013. Doreen Ford, también conocida por su seudónimo en línea Doreen Cleyre en honor a la escritora anarquista y feminista estadounidense Voltairine de Cleyre, la moderadora con más años de servicio, describe el subreddit como una gran carpa del movimiento antitrabajo. Ford creó r/antiwork con un amigo que luego abandonó el subreddit. Antes de crear el subreddit, Ford trabajó en una serie de trabajos minoristas durante una década, que describió como «miserables». Ford reside en Boston y actualmente es cuidadora y paseadora de perros.

## Contenido
r/antiwork usa el lema «Unemployment for all, not just the rich!» («¡Desempleo para todos, no solo para los ricos!»). Los miembros del subreddit son conocidos como «idlers» («holgazanes») en referencia a la ética protestante del trabajo. Las publicaciones suelen criticar la cultura del ajetreo y comparten historias de las experiencias negativas de los empleados en sus puestos de trabajo, incluido el trato injusto y las malas condiciones de trabajo, así como la mala remuneración. Otras publicaciones expresan la felicidad de los miembros después de dejar sus trabajos, una tendencia que comenzó en el subreddit en 2020 y se ha relacionado con la Gran Renuncia en 2021.
El subreddit incluye una biblioteca digital de textos que incluye Trabajos de mierda, «Elogio de la ociosidad» y «Bartleby, el escribiente», así como una colección de citas antitrabajo, una banda sonora que incluye «9 to 5» y una página de preguntas frecuentes. Se alienta la discusión abierta sobre los salarios de los trabajadores, al igual que la organización sindical.

### Ideología
Los miembros de r/antiwork tienen diferentes puntos de vista sobre el trabajo. La mayoría apoya un cambio en lo que se conceptualiza como «trabajo», mientras que algunos abogan por la abolición total del trabajo y otros se oponen al trabajo sin sentido o al trabajo en un sistema capitalista. A medida que ha aumentado la membresía en el subreddit, algunos miembros veteranos se han opuesto a la ideología liberal percibida de los recién llegados.
En noviembre de 2021, la moderadora Doreen Ford dijo a The Independent que «el objetivo principal del movimiento antitrabajo es simplemente abolir el trabajo, pero lo que termina pareciendo es muy diferente, dependiendo de a quién le preguntes», y señaló que los miembros de r/antiwork incluyen «personas que son anarquistas, personas que son comunistas, personas que son socialdemócratas, personas a las que les gusta Bernie, personas a las que les gusta Andrew Yang» y concluyen que «hay muchos tipos diferentes de izquierdistas». En diciembre de 2021, el moderador rockcellist le dijo a Quartz que «no hay ninguna ideología política en particular que ninguno de nosotros sigamos» y que las publicaciones en el subreddit reflejan «cómo cada individuo ve su trabajo, sus contribuciones a la sociedad, cómo son compensados».
Una encuesta interna de 1592 miembros de subreddit encontró que aproximadamente la mitad se identificaba como socialista y aproximadamente el 15% no se identificaba como de izquierda.

### Actividad
Durante la pandemia de COVID-19, los miembros de r/antiwork compartieron varias estrategias de movimiento de mouse para combatir bossware, software que permite a los supervisores monitorear la productividad de los empleados que trabajan desde casa.
En 2021, los miembros de r/antiwork llamaron a un «Blackout Black Friday». Aunque originalmente fue concebido como una huelga general en Black Friday, se transformó en un boicot de consumidores. En diciembre de 2021, varios miembros publicaron imágenes de manifiestos en contra del trabajo que se habían impreso con impresoras de recibos en papel térmico y remitieron a los lectores a r/antiwork. Algunos usuarios de Reddit sugirieron que las impresiones eran falsas, pero el fundador de la firma de ciberseguridad GreyNoise le dijo a Vice que el tráfico de red sugería que se estaban imprimiendo de forma remota en impresoras que estaban «mal configuradas para estar expuestas a Internet».
El 9 de diciembre de 2021, después de que Kellogg's anunciara planes para contratar nuevos trabajadores permanentes para reemplazar a 1400 trabajadores en huelga, un hilo en r/antiwork instó a los miembros a presentar solicitudes falsas para los nuevos puestos con el fin de abrumar el sistema de contratación de la empresa. Al 10 de diciembre de 2021, el hilo tenía más de 62 000 votos a favor; el director de comunicaciones del sindicato que representa a los huelguistas lo calificó de «fenomenal». Los miembros informaron haber presentado solicitudes falsas y que el sitio de la aplicación se había caído repetidamente; un portavoz de Kellog's negó que el sitio web se hubiera caído y le dijo a Business Insider que el proceso de contratación estaba «en pleno funcionamiento». La iniciativa se extendió a otras plataformas de redes sociales.

## Popularidad
En enero de 2020, el subreddit r/antiwork tenía alrededor de 70 000 miembros. En febrero de 2021, 235 000 personas eran miembros de r/antiwork, más del doble de la cantidad de miembros de marzo de 2020. Huck atribuyó el crecimiento de la membresía del subreddit a la pandemia de COVID-19 y eventos relacionados, incluido un aumento en la represión de sindicatos y un aumento de aceptación de las redes de apoyo mutuo y la idea de la semana laboral de cuatro días. En diciembre de 2021, el subreddit tenía más de 1 400 000 miembros, un aumento del 279% desde 2020 con una ganancia de más de 900 000 miembros en 2021. Según Reddit, r/antiwork fue uno de los 15 subreddits de más rápido crecimiento hasta el 24 de noviembre de 2021.
En 2021, artículos de opinión en The New York Times, The Guardian y Vice expresaron su solidaridad con r/antiwork.